# La música no se toca
La música no se toca es el nombre del décimo álbum de estudio grabado por el cantautor español Alejandro Sanz. Fue lanzado al mercado por las empresas discográficas Universal Music Spain e Universal Music Latino el 25 de septiembre de 2012, primera para las dichas compañías discográficas. El álbum fue producido por él mismo junto con el ganador del Premio Grammy Latino Julio C. Reyes. El álbum se convirtió en número 1 en iTunes España dos semanas antes de la fecha de lanzamiento.

## Sencillos
- "No me compares" fue lanzado como primer sencillo del álbum el lunes 25 de junio de 2012.[4] La canción se convirtió en un éxito en las listas de todo el mundo, convirtiéndose en el primer número uno de Sanz con Universal Music Latino. Se mantuvo en el número uno durante doce semanas consecutivas[5] y fue tema principal de la telenovela mexicana de la cadena Televisa Amores verdaderos estrenada en septiembre del mismo año, por lo cual ganó el premio TVyNovela al mejor tema musical de telenovela. Una versión portuguesa-brasileña, "Não Me Compares", fue lanzada en Brasil el 1 de diciembre de 2012, con la participación de la cantante brasileña Ivete Sangalo.[6] El videoclip fue lanzado el 18 de enero.[7]

- "Se vende" fue lanzado como segundo sencillo del álbum el lunes 13 de agosto de 2012.[8]

- "Mi marciana" fue lanzado como tercer sencillo del álbum el lunes 12 de noviembre de 2012.[9]

- "Irrepetível", com la participación de la cantante brasileña Ana Carolina, fue lanzado como cuarto sencillo el miércoles 30 de enero de 2013 en Brasil.[2][10]

- "Camino de rosas" fue lanzado como cuarto y último sencillo del álbum el lunes 25 de febrero de 2013.

## Lista de canciones
Todas las canciones escritas y compuestas por Alejandro Sanz. 
| La música no se toca |                                 |                               |                                |          |  |
| N.º                  | Título                          | Escritor(es)                  | Productor(es)                  | Duración |  |
| 1.                   | «La música no se toca»          | Alejandro Sanz                | Alejandro Sanz, Julio C. Reyes | 4:47     |  |
| 2.                   | «Yo te traigo... 20 años»       | Alejandro Sanz                | Alejandro Sanz, Julio C. Reyes | 3:41     |  |
| 3.                   | «No me compares»                | Alejandro Sanz                | Alejandro Sanz, Julio C. Reyes | 4:38     |  |
| 4.                   | «Llamando a la mujer acción»    | Alejandro Sanz                | Alejandro Sanz, Julio C. Reyes | 3:46     |  |
| 5.                   | «Mi marciana»                   | Alejandro Sanz                | Alejandro Sanz, Julio C. Reyes | 4:54     |  |
| 6.                   | «Camino de rosas»               | Alejandro Sanz                | Alejandro Sanz, Julio C. Reyes | 4:20     |  |
| 7.                   | «Se vende»                      | Alejandro Sanz                | Alejandro Sanz, Julio C. Reyes | 3:53     |  |
| 8.                   | «Cómo decir sin andar diciendo» | Alejandro Sanz                | Alejandro Sanz, Julio C. Reyes | 4:25     |  |
| 9.                   | «Camino a casa»                 | Alejandro Sanz                | Alejandro Sanz, Julio C. Reyes | 4:32     |  |
| 10.                  | «Nena»                          | Alejandro Sanz                | Alejandro Sanz, Julio C. Reyes | 4:13     |  |
| 11.                  | «Bailo con vos»                 | Alejandro Sanz                | Alejandro Sanz, Julio C. Reyes | 3:27     |  |
| 12.                  | «Me sumerjo»                    | Alejandro Sanz                | Alejandro Sanz, Julio C. Reyes | 3:46     |  |
| 13.                  | «Para decirle adiós»            | Alejandro Sanz, Noel Schajris | Alejandro Sanz, Julio C. Reyes | 5:10     |  |

© MMXII. Universal Music Spain, S.L.

| Brazilian edition |                                             |                |                                |          |  |
| N.º               | Título                                      | Escritor(es)   | Producer(s)                    | Duración |  |
| 15.               | «Não me compares» (featuring Ivete Sangalo) | Alejandro Sanz | Alejandro Sanz, Julio C. Reyes | 4:42     |  |
| 16.               | «Irrepetivel» (featuring Ana Carolina)      | Alejandro Sanz | Alejandro Sanz, Julio C. Reyes | 3:40     |  |
| 17.               | «Bailo con vos» (featuring Roberta Sá)      | Alejandro Sanz | Alejandro Sanz, Julio C. Reyes | 3:21     |  |

## Listas y certificaciones
| Listas (2012)           | posición |
| ----------------------- | -------- |
| Spanish Albums Chart    | 1        |
| México Albums Chart     | 1        |
| US Billboard 200        | 5        |
| US Top Latin Albums     | 1        |
| US Top Latin Pop Albums | 1        |

## Créditos de producción
- Producido por: Alejandro Sanz y Julio C. Reyes
- Ingenieros de Grabación: Edgar Barrera, Julio C. Reyes, Lee Levin, Alejandro Sanz, Javier Garza, Javier Limon, Rafa Sardina, Juan Pablo Vega, Alonso Arreola, Samuel Torres, Dan Warner, Kamilo Krate, Sebastian de Peyrecave.
- Mezclado por: Sebastian Krys y Rafa Sardina.
- Arreglos y Programación: Julio C. Reyes, Marcos Sánchez, Javier Limon, Juan Pablo Vega, Samuel Torres.
- Programación Adicional: Sebastian de Peyrecave
- Arreglos de Metales: Samuel Torres, Julio C. Reyes
- Masterizado por: Antonio Baglio